# 朱利奥·巴斯莱塔
朱利奥·巴斯莱塔（義大利語：Giulio Basletta，1890年5月5日—1975年2月5日），意大利男子击剑运动员。他曾在1924年夏季奥运会上获得男子重剑团体铜牌，在1928年夏季奥运会上获得男子重剑团体金牌。